# Trédrez-Locquémeau
 Trédrez-Locquémeau  (en bretón Tredraezh-Lokemo) es una población y comuna francesa, situada en la región de Bretaña, departamento de Côtes-d’Armor, en el distrito de Lannion y cantón de Plestin-les-Grèves.

## Administración
| Periodo                             | Nombre           | Partido | Profesión   |
| ----------------------------------- | ---------------- | ------- | ----------- |
| 1939-1966                           | Joseph Le Calvez | SFIO    | Pescador    |
| 1961-1971                           | Louis Corson     | PCF     | Conservador |
| 1971-1989                           | Louis Cado       | PS      | Profesor    |
| 1989-2014                           | Joël Le Jeune    | PS      | Ingeniero   |
| Se desconocen los datos anteriores. |                  |         |             |

## Demografía
| 934                       | 955 | 1122 | 1157 | 953 | 988 | 1006 | 1050 | 1109 | 1058 | 1124 | 1142 | 1169 | 1192 | 1167 | 1178 | 1148 | 1216 | 1217 | 1318 | 1365 | 1311 | 1290 | 1175 | 1151 | 1019 | 969 | 954 | 916 | 932 | 1069 | 1155 | 1250 | 1392 | 1433 |
| (Fuente: INSEE y Cassini) |     |      |      |     |     |      |      |      |      |      |      |      |      |      |      |      |      |      |      |      |      |      |      |      |      |     |     |     |     |      |      |      |      |      |